# Ruthenia Karpat

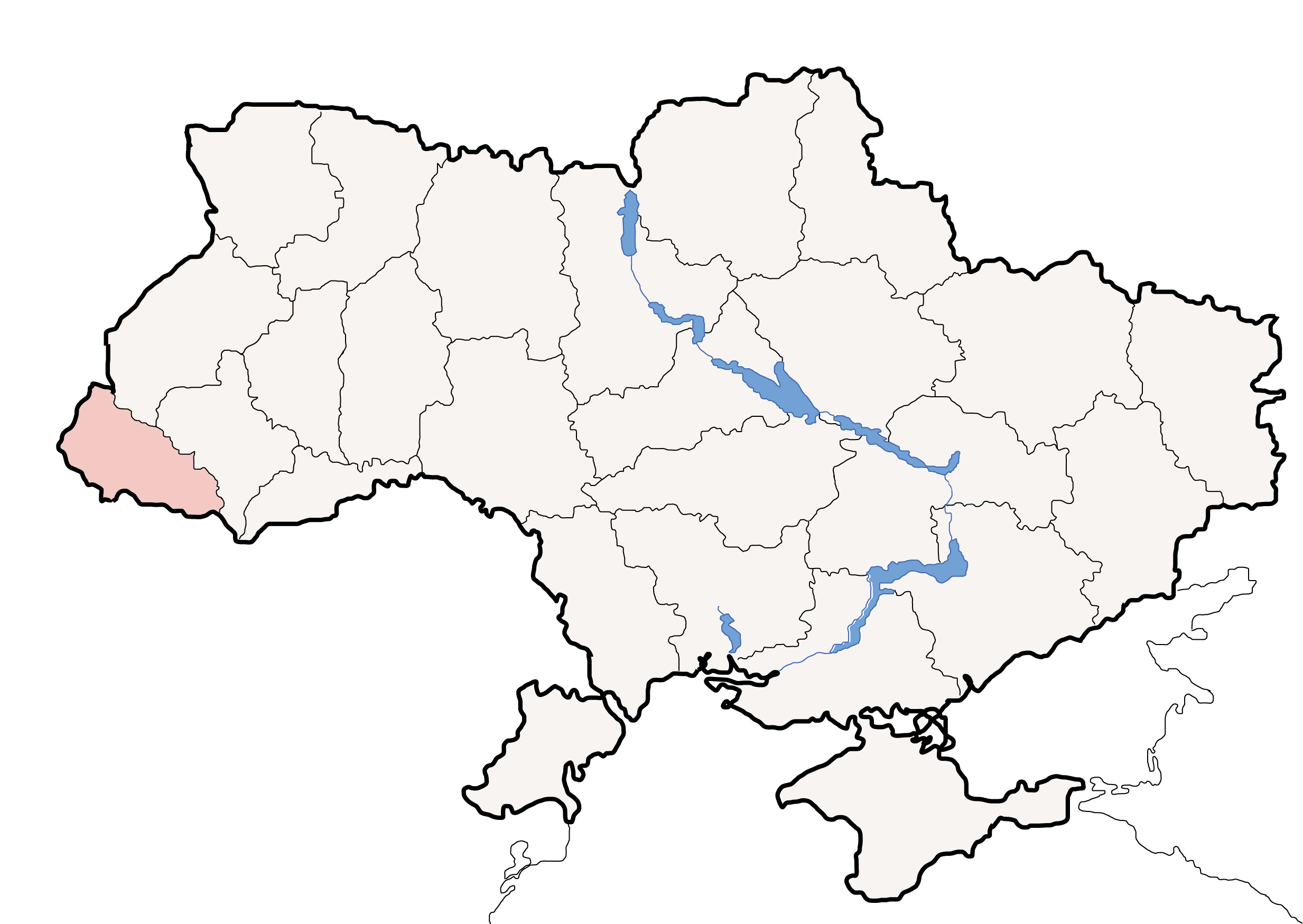
Tỉnh Zakarpattia (màu đậm), phía tây Ukraina.

Huy hiệu của Karpat-Ukraina, hiện được tỉnh Zakarpattia sử dụng.

Ruthenia Karpat (tiếng Rusyn: Карпатьска Русь, đã Latinh hoá: Karpat'ska Rus') là một vùng lịch sử trên ranh giới giữa Trung và Đông Âu, hiện nay hầu hết nằm trong tỉnh Zakarpattia thuộc Tây Ukraina, và một phần nhỏ nằm tại miền đông Slovakia và vùng Lemko thuộc Ba Lan.
Từ khi người Hungary chinh phục bồn địa Pannonia vào cuối thế kỷ 9 cho đến khi kết thúc Thế chiến I (Hiệp ước Trianon năm 1920), hầu hết khu vực này là bộ phận của Vương quốc Hungary. Trong giai đoạn giữa hai thế chiến, khu vực là một phần của Tiệp Khắc. Trước khi bùng phát Thế chiến II, vùng bị Hungary sáp nhập. Sau chiến tranh, vùng trở thành một phần của Liên Xô, thuộc CHXHCNXV Ukraina.
Đây là một vùng đa dạng về dân tộc, hầu hết cư dân là những người tự xác nhận thuộc dân tộc Ukraina, Rusyn, Lemko, Boyko, Hutsul, Hungary, Romania, Slovak và Ba Lan. Trước Thế chiến II, nhiều người Do Thái cư trú trong khu vực, chiếm hơn 13% tổng dân số vào năm 1930.

## Từ nguyên
| Ung Bereg | Ugocsa Bắc Maramureș |

các hạt cũ của Hungary tại tỉnh Zakarpattia:

Tên gọi Ruthenia Karpat đôi khi được sử dụng cho khu vực xuyên biên giới liền kề của Ukraina, Slovakia và Ba Lan nơi có người Ruthenia cư trú. Cư dân Ruthenia địa phương tự nhận dạng theo nhiều cách: một số nhận là người Ukraina; hoặc người Nga; hoặc một nhóm người Slav riêng biệt và độc nhất gọi là người Rusyn. Để mô tả vùng đất quê hương, hầu hết người Rusyn sử dụng thuật ngữ Zakarpattia (Ngoại-Karpat; nghĩa đen "bên kia dãy núi Karpat"). Điều này trái ngược hoàn toàn với Prykarpattia ("Cận-Karpat"; "bên này dãy núi Karpat"), một vùng không chính thức tại Ukraina nằm ngay phía đông bắc của phần trung tâm dãy núi Karpat, có thể bao gồm phần chân đồi.
Từ quan điểm của Hungary (mở rộng sang Slovakia và Czech), vùng thường được mô tả là Hạ (Cận) Karpat (nghĩa đen "bên dưới dãy núi Karpat"), dù về mặt chính thức thì tên gọi này chỉ nói đến một bồn địa dài và hẹp bao quanh sườn của dãy núi.

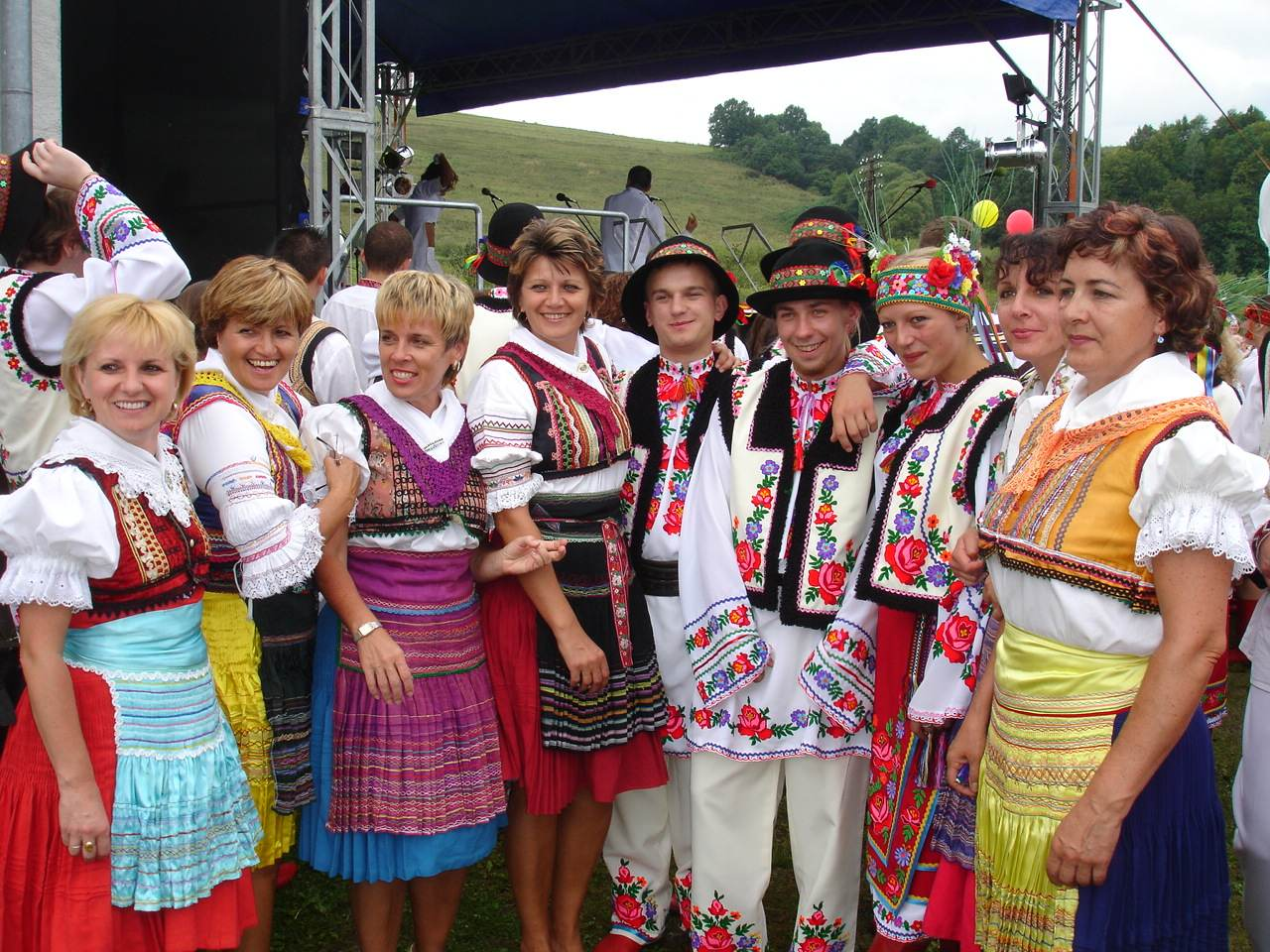
Các phân nhóm Karpat-Rusyn – người Lemko khu vực Prešov (bên trái) và người Ukraina khu vực Przemyśl trong trang phục dân gian.

Trong thời kỳ các nhà nước Hungary quản lý, khu vực được chính thức gọi bằng tiếng Hungary là Kárpátalja (nghĩa đen: "căn cứ của người Karpat") hoặc các vùng phía đông bắc của Thượng Hungary thời Trung cổ. Đến thế kỷ 16, vùng bị tranh chấp giữa chế độ quân chủ Habsburg và Đế quốc Ottoman.
Tên tiếng Romania của khu vực là Maramureș, có vị trí địa lý ở phần phía đông và đông nam của vùng.
Trong thời kỳ Tiệp Khắc cai trị vào nửa đầu thế kỷ 20, khu vực này từng được gọi là Rusinsko (Ruthenia) hoặc Karpatske Rusinsko, và sau đó là Rus Hạ Karpat (tiếng Czech và tiếng Slovak: Podkarpatská Rus) hoặc Ukraina Hạ Karpat (Podkarpatská Ukrajina), và từ năm 1928 là Vùng đất Ruthenia Hạ Karpat. (tiếng Czech: Země podkarpatoruská, tiếng Slovak: Krajina podkarpatoruská).
Các tên thay thế không chính thức được sử dụng ở Tiệp Khắc trước Thế chiến II bao gồm Hạ Karpat (Podkarpatsko), Ngoại Karpat (Zakarpatsko), Ukraina Ngoại Karpat (Zakarpatská Ukrajina), Rus/Ruthenia Karpat (Karpatská Rus) và đôi khi là Rus Hungary/Ruthenia (tiếng Czech: Uherská Rus; tiếng Slovak: Uhorská Rus).
Khu vực này tuyên bố độc lập với tên gọi Karpat-Ukraina vào ngày 15 tháng 3 năm 1939, nhưng bị Hungary chiếm đóng và sáp nhập trong cùng ngày, và vẫn nằm dưới quyền kiểm soát của Hungary cho đến khi Thế chiến II kết thúc. Trong thời kỳ này, khu vực tiếp tục có một chính quyền đặc biệt và thuật ngữ Kárpátalja được sử dụng tại địa phương.
Năm 1944–1946, khu vực này bị Quân đội Liên Xô chiếm đóng và là một thể chế chính trị riêng biệt được gọi là Ukraina Ngoại Karpat hoặc Ruthenia Hạ Karpat. Trong giai đoạn này, khu vực có được một số quyền lực gần như tự trị với cơ quan lập pháp riêng, trong khi vẫn nằm dưới sự quản lý của Đảng Cộng sản Ukraina Ngoại Karpat. Sau khi ký hiệp ước giữa Tiệp Khắc và Liên Xô cũng như quyết định của hội đồng khu vực, Ngoại Karpat gia nhập Cộng hòa Xã hội chủ nghĩa Xô viết Ukraina với tên gọi tỉnh Zakarpattia.
Khu vực này sau đó được gọi là Zakarpattia (tiếng Ukraina: Закарпаття) hoặc Ngoại Karpat, và đôi lúc là  Rus Karpat’ (tiếng Ukraina: Карпатська Русь, đã Latinh hoá: Karpatska Rus),  Rus Ngoại Karpat’ (tiếng Ukraina: Закарпатська Русь, đã Latinh hoá: Zakarpatska Rus), hoặc  Rus Hạ Karpat’ (tiếng Ukraina: Підкарпатська Русь, đã Latinh hoá: Pidkarpatska Rus).

## Địa lý

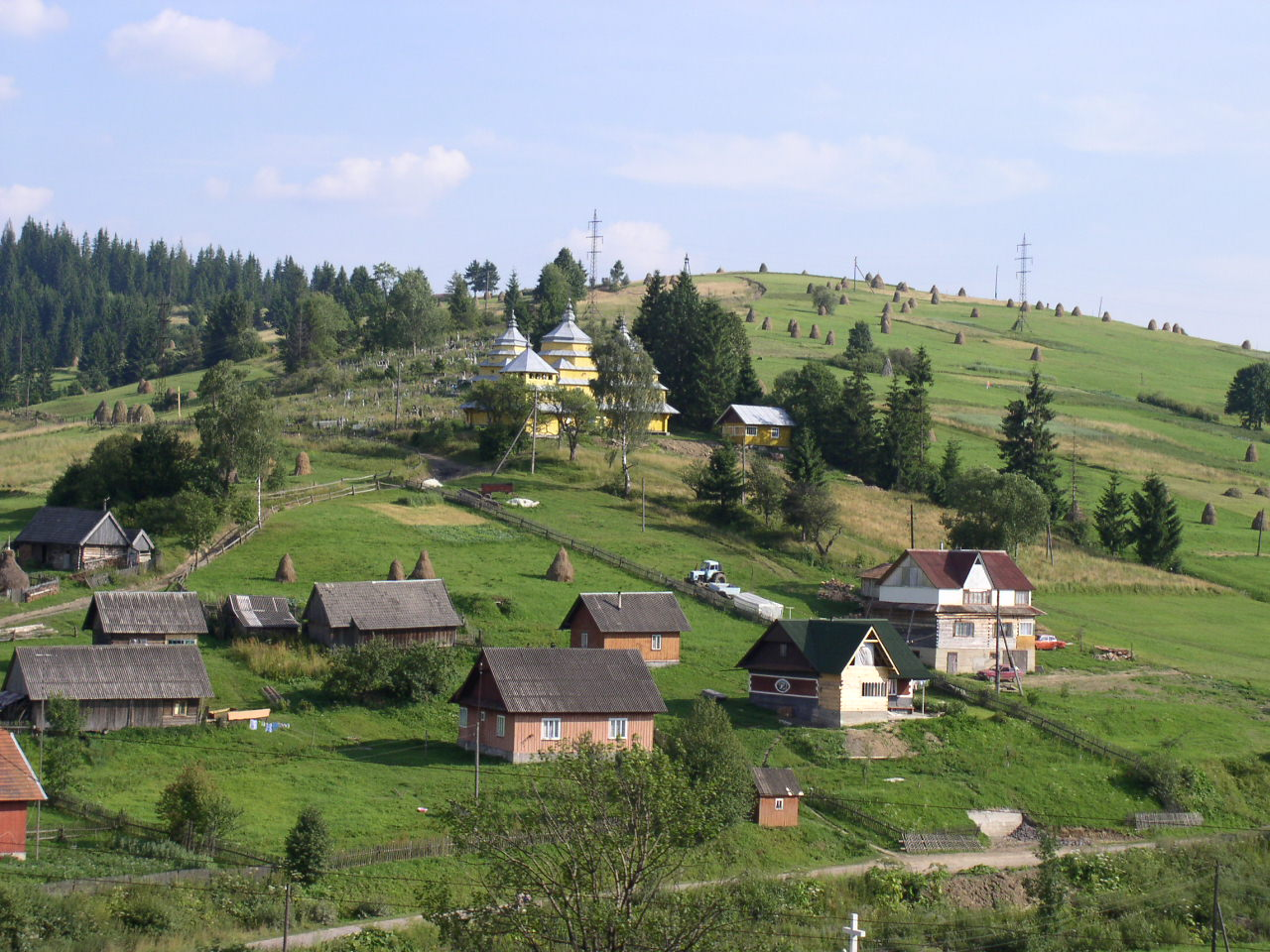
Quang cảnh năm 2006 nhìn từ đường sắt Kamianka-Buzka-Skole-Volovets

Ruthenia Karpat nằm trên sườn phía nam của phần phía đông dãy núi Karpat, về phía đông và phía nam giáp với sông Tisza, và phía tây giáp với sông Hornád và sông Poprad. Khu vực này giáp với Ba Lan, Slovakia , Hungary và Romania, và là một phần của đồng bằng Pannonia.
Khu vực này chủ yếu là nông thôn và cơ sở hạ tầng kém phát triển. Cảnh quan chủ yếu là đồi núi; nó được ngăn cách về mặt địa lý với Ukraina, Slovakia và Romania do các dãy núi và với Hungary do sông Tisza. Hai thành phố lớn là Uzhhorod và Mukachevo, cả hai đều có dân số khoảng 100.000 người. Dân số của năm thành phố khác (bao gồm Khust và Berehovo) dao động trong khoảng 10.000 đến 30.000. Những điểm dân cư ở thành thị và nông thôn khác có dân số dưới 10.000 người.

## Lịch sử

### Văn hóa tiền sử

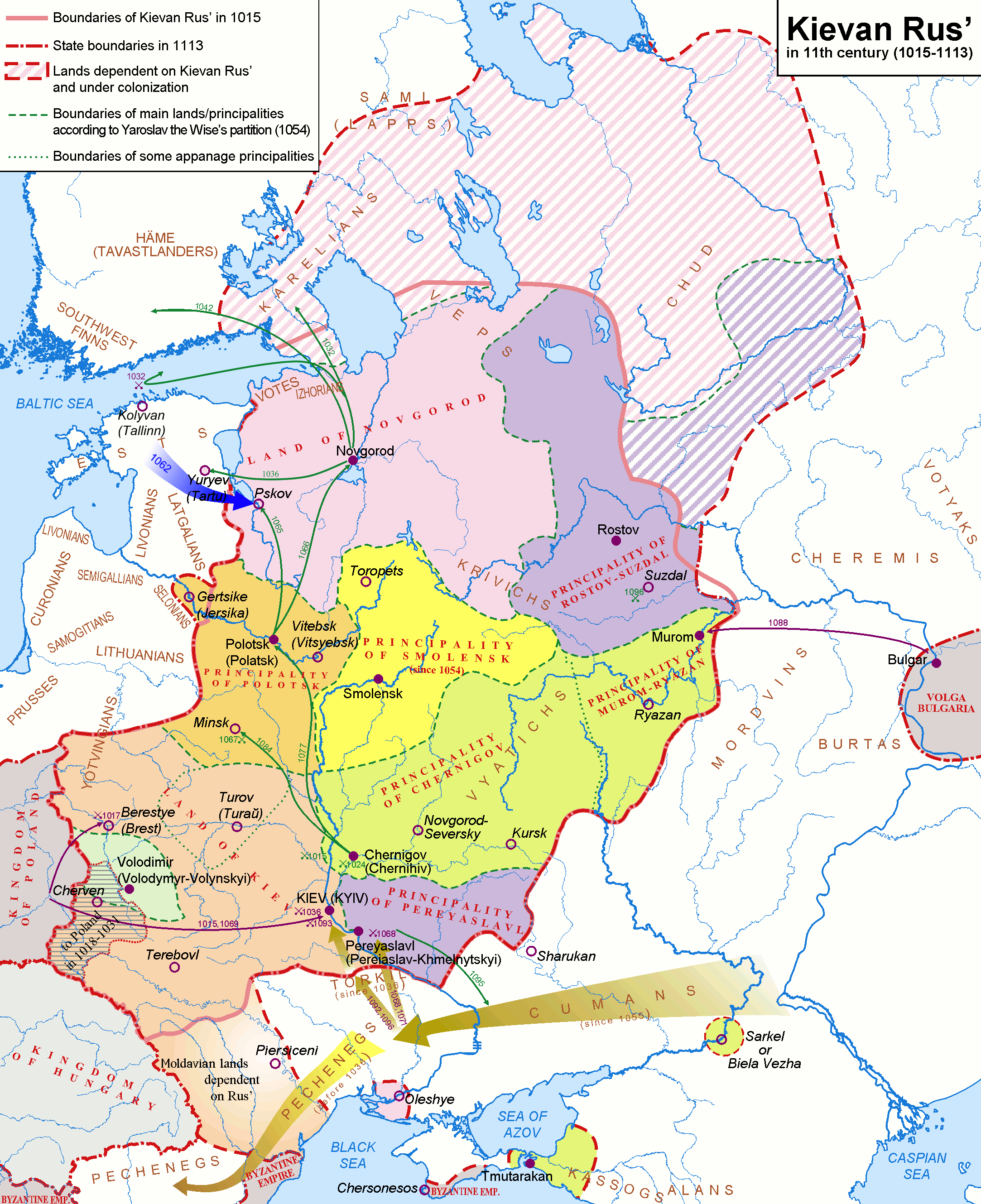
Kiev Rus' (thế kỷ 11)

Vào cuối thời đại đồ đồng trong thiên niên kỷ 2 TCN, khu vực mang đặc điểm của văn hóa Stanove;, tuy nhiên vào thế kỷ 6-3 TCN mới đạt được các kỹ năng gia công kim loại tiến bộ hơn khi có người Thracia đến từ phương nam mang theo văn hóa Kushtanovytsia. Trong thế kỷ 5-3, người Celt đến từ phương tây, mang theo các kỹ năng nấu chảy gang và văn hóa La Tène. Hai nhóm người Thracia-Celt cộng sinh trong một thời gian tại khu vực, sau đó xuất hiện người Bastarnae. Khi đó, người Scythia thuộc nhóm ngôn ngữ Iran và sau đó là một bộ lạc Sarmatia gọi là Iazyges hiện diện trong khu vực. Quá trình định cư của người tiền-Slav bắt đầu từ giữa thế kỷ 2 TCN và thế kỷ 2 CN, và trong Giai đoạn Di cư, khu vực là nơi người Hun và người Gepid (thế kỷ 4) và người Avar Pannonia (thế kỷ 6) từng đi qua.

### Người Slav định cư
Đến thế kỷ 8 và 9, các thung lũng trên sườn phía bắc và phía nam của dãy núi Karpat có bộ lạc Slav là người Croat Trắng định cư "dày đặc", họ có quan hệ mật thiết với các bộ lạc Đông Slav cư trú tại Prykarpattia, Volyn, Transnistria và Ukraina Dnepr. Trong khi một số người Croatia Trắng ở lại Ruthenia Karpat, những người khác di chuyển về phía nam đến Balkan vào thế kỷ thứ 7. Những người còn ở lại bị Kiev Rus' chinh phục vào cuối thế kỷ thứ 10.

### Người Hungary đến
Năm 896, người Hungary vượt qua dãy núi Karpat và di cư vào bồn địa Pannonia. Biên niên sử của Nestor viết rằng các bộ lạc Hungary chiến đấu chống lại người Volochi và định cư giữa những người Slav khi trên đường đến Pannonia. Thân vương Laborec để mất quyền lực do các động thái của quân Hungary và Kiev Rus'. Theo Gesta Hungarorum, người Hungary đánh bại liên minh quân Bulgaria và Byzantine vào đầu thế kỷ 10 trên đồng bằng Alpár. Trong thế kỷ 10 và hầu hết thế kỷ 11, lãnh thổ vẫn là một vùng biên giới giữa Vương quốc Hungary ở phía nam và Thân vương quốc Halych của Kiev Rus' ở phía bắc.
Người Slav từ phía bắc (Galicia) và phía đông– họ thực ra đến từ Podolia qua các đèo tại Transylvania – tiếp tục đến định cư  với số lượng nhỏ tại nhiều nơi của vùng biên giới Karpat, được người Hungary và các tác giả thời Trung cổ khác gọi là Marchia Ruthenorum – Hành quân Rus'. Các di dân mới này và những người Slav đã định cư tại Ruthenia Karpat đến thế kỷ 11 được gọi là người Rus', hay người Rusyn. Các quý tộc Slav địa phương thường kết hôn với quý tộc Hungary ở phía nam. Thân vương Rostislav là một quý tộc Ruthenia không thể duy trì quyền thế gia tộc tại Kiev, ông cai quản phần lớn Ngoại Karpat từ năm 1243 đến năm 1261 cho cha vợ là Béla IV của Hungary. Tính đa dạng sắc tộc của lãnh thổ tăng lên cùng với làn sóng khoảng 40.000 người định cư Cuman đến bồn địa Pannonia sau thất bại của họ trước Vladimir II (Monomakh) vào thế kỷ 12 và thất bại cuối cùng của họ dưới tay người Mông Cổ vào năm 1238.
Trong thời kỳ đầu của chính quyền Hungary, một phần của khu vực này được đưa vào khu vực biên giới Gyepű, trong khi phần còn lại thuộc thẩm quyền của các chính quyền hạt và được gộp vào các hạt Ung, Borsova và Szatmár. Sau đó, hệ thống hành chính hạt được mở rộng ra toàn bộ Ngoại Karpat, và khu vực này được phân chia giữa các hạt Ung, Bereg, Ugocsa và Máramaros. Vào cuối thế kỷ 13 và đầu thế kỷ 14, trong quá trình quyền lực trung ương của Vương quốc Hungary bị sụp đổ, khu vực này là một phần lãnh thổ của các nhà tài phiệt bán độc lập Amadeus Aba và Nicholas Pok. Từ năm 1280 đến năm 1320, phần phía tây bắc của Ruthenia Karpat là một phần của Vương quốc Galicia–Volyn.
Giữa thế kỷ 12 và 15, khu vực này có lẽ bị thuộc địa hóa bởi các nhóm người vùng cao Vlach (Romania) theo Chính thống giáo Đông phương cùng với những người dân Ruthenia đi cùng. Ban đầu, người Romania được tổ chức thành tỉnh Maramureș, chính thức hợp nhất vào Hungary năm 1402. Tất cả các nhóm, bao gồm cả cư dân Slav địa phương, hòa trộn với nhau và tạo ra một nền văn hóa đặc trưng so với các khu vực chủ yếu nói tiếng Ruthenia. Theo thời gian, do sự cô lập về địa lý và chính trị với lãnh thổ chủ yếu nói tiếng Ruthenia, cư dân nơi đây phát triển những điểm đặc trưng.

### Bộ phận của Hungary và Transylvania

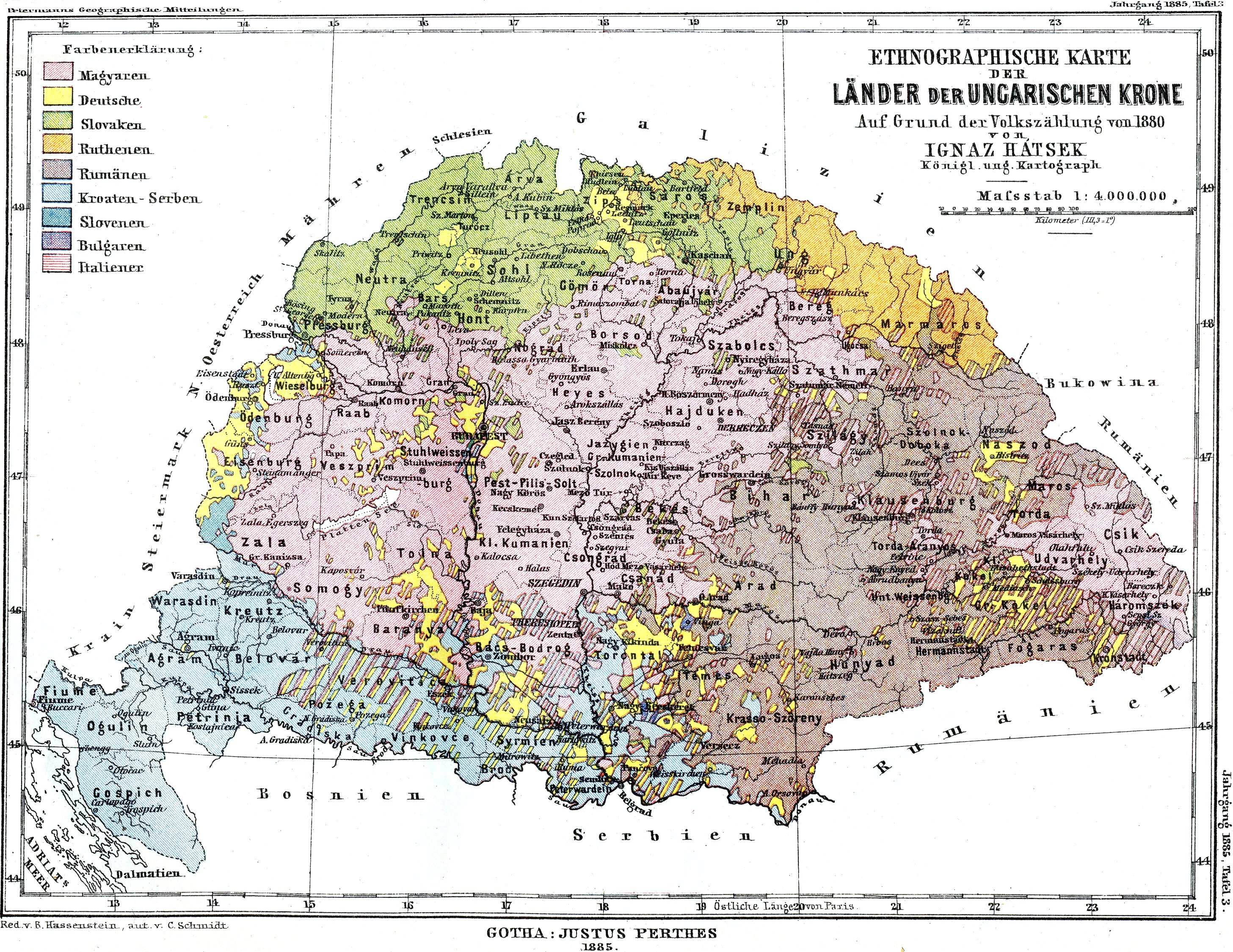
Bản đồ dân tộc học năm 1885 của Vương quốc Hungary
Người Ruthenia

Bản đồ dân tộc học năm 1910 của Áo-Hung
Người Ukraina

Năm 1526, khu vực bị phân chia giữa Vương quốc Hungary của Nhà Habsburg và Vương quốc Đông Hungary. Bắt đầu từ năm 1570 Đông Hungary chuyển thành Thân vương quốc Transylvania, ngay sau đó rơi vào trong quyền tôn chủ của Ottoman. Phần đất Ngoại Karpat thuộc chính quyền Habsburg được đưa vào trong főkapitányság Thượng Hungary. Trong thời kỳ này, một yếu tố quan trọng trong bản sắc văn hóa Ruthenia là tôn giáo đã có bước tiến tiên phong. Liên minh Brest-Lytovsk (1595) và Ungvár (Uzhorod) (1646) được xác lập, khiến các nhà thờ Chính thống giáo Byzantine tại Karpat và Rus' Ngoại Karpat nằm dưới thẩm quyền của Roma, do vậy hình thành thứ gọi là "Unia" của các nhà thờ Công giáo Đông phương, nhà thờ Công giáo Ruthenia và nhà thờ Công giáo Hy Lạp Ukraina.
Trong thế kỷ 17 (đến 1648) toàn bộ khu vực là bộ phận của Thân vương quốc Transylvania và từ năm 1682 đến năm 1685 phần tây bắc của khu vực nằm dưới quyền quản lý của nhà nước chư hầu Thượng Hungary của Ottoman, còn phần đông nam vẫn thuộc Transylvania. Từ năm 1699, toàn bộ khu vực cuối cùng trở thành bộ phận của chế độ quân chủ Habsburg, được phân chia giữa Vương quốc Hungary và Thân vương quốc Transylvania. Sau đó, toàn bộ khu vực được đưa vào Vương quốc Hungary.
Sau năm 1867, khu vực được nhập về mặt hành chính vào Transleithania tức phần Hungary của Áo-Hung. Trong thế kỷ 19 và 20, nhiều nhóm dân tộc chủ nghĩa ganh đua để thống nhất hoặc liên kết với nhiều nhóm dân tộc khả dĩ khác nhau, tất cả đều lập luận rằng người Rus sẽ tốt hơn nếu đoàn kết với dân tộc đó vì an ninh. Nhiều nhóm sử dụng cấu trúc dân tộc của khu vực, như chứng minh bản chất Slav của người Rus, và do đó biện minh cho liên minh với Nga (hoặc sau này là một quốc gia Ukraina) dựa theo tuyên bố rằng người Rus là một phần của khối văn hóa Slav. Những người Rus hoặc Ruthenia này sẽ tranh luận về điểm này cho đến đầu những năm 1900 khi hành động được thực hiện.
- Hạt Ung, Ungvár (Uzhhorod)
- Hạt Bereg, Beregszász (Berehove)
- Hạt Ugocsa, Nagyszőllős (Vynohradiv)
- Hạt Maramaros (chỉ phần phía bắc), Máramarossziget (Sighetu Marmației)

### Giai đoạn 1918–1919

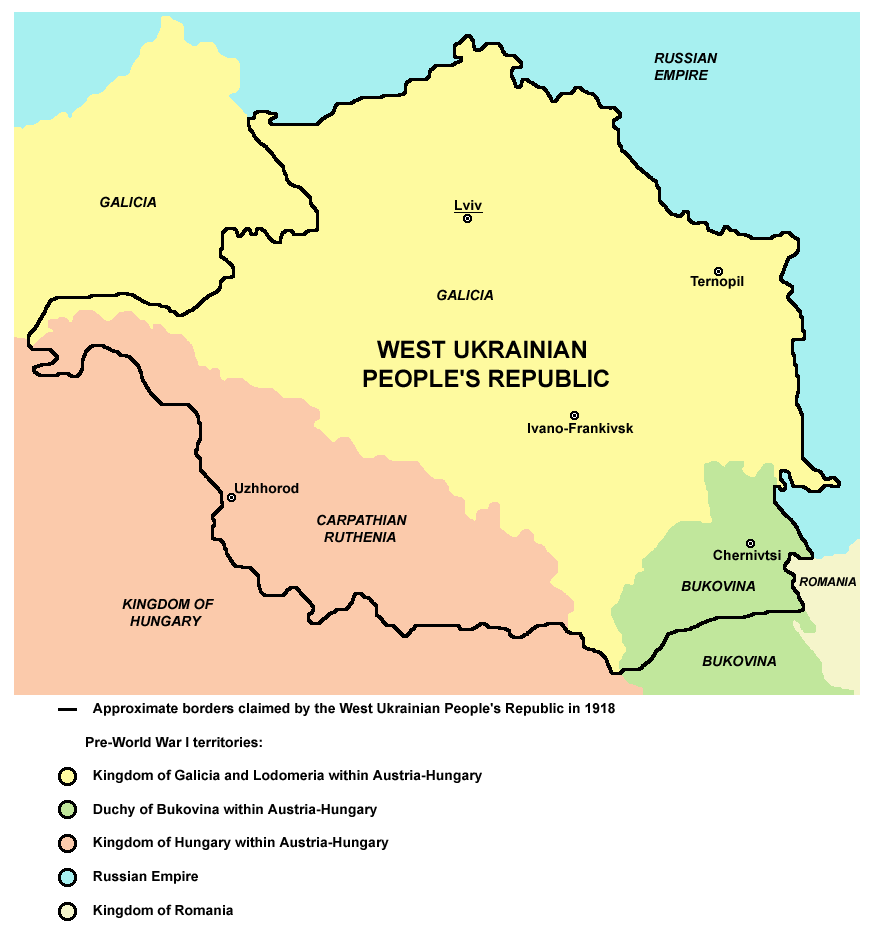
Cộng hòa Dân chủ Tây Ukraina (1918), hợp nhất Ruthenia Karpat

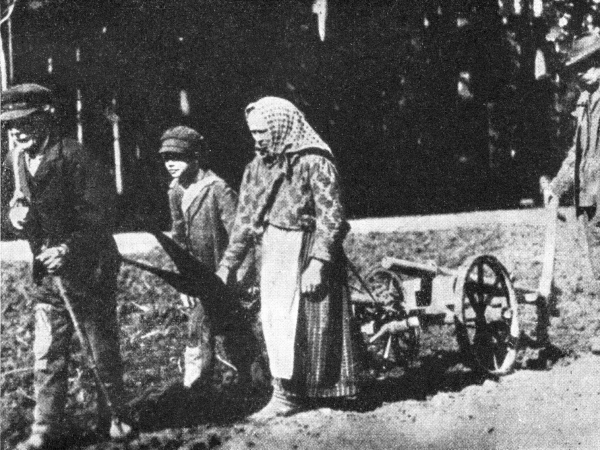
Đại đa số cư dân trong khu vực là nông dân tá điền

Sau Chiến tranh thế giới thứ nhất, chế độ quân chủ Áo-Hung sụp đổ. Trong phần lớn thời gian năm 1918-1919, khu vực này nằm dưới quyền kiểm soát của Cộng hòa Dân chủ Hungary độc lập mới được thành lập, với một thời gian ngắn thuộc quyền kiểm soát của Cộng hòa Nhân dân Tây Ukraina độc lập.
Vào ngày 8 tháng 11 năm 1918, Hội đồng Dân tộc lần thứ nhất (Hội đồng Lubovňa) được tổ chức ở miền tây Ruthenia. Họ nêu mong muốn tách khỏi nhà nước Hungary mới thành lập nhưng không nêu rõ một giải pháp thay thế cụ thể nào — chỉ nói rằng nó phải liên quan đến quyền tự quyết.
Các hội đồng khác, chẳng hạn như các cuộc họp của Hội đồng Dân tộc Karpat-Ruthenia ở Huszt (Khust) kêu gọi thống nhất với Cộng hòa Nhân dân Tây Ukraina. Chỉ đến đầu tháng 1 năm 1919, mới nghe thấy những lời kêu gọi đầu tiên ở Ruthenia về việc hợp nhất với Tiệp Khắc.

#### Rus'ka Krajina
Một số nhóm muốn quyền tự trị lớn hơn trong Cộng hòa Dân chủ Hungary; đáng chú ý nhất là Hội đồng Uzhhorod (ngày 9 tháng 11 năm 1918), tuyên bố là đại diện của người Rusyn và bắt đầu đàm phán với chính quyền Hungary. Kết quả là thông qua "Luật số 10" vào ngày 21 tháng 12 năm 1918, theo đó thành lập tỉnh "Rus'ka Krajina" tự trị của người Rusyn từ các khu vực người Rusyn cư trú tại bốn hạt phía đông (Maramorosh, Ugocha, Bereg, Ung.
Vào ngày 5 tháng 2 năm 1919, một chính phủ lâm thời cho Rus'ka Krajina được thành lập. Hội đồng Rusyn bao gồm 42 đại biểu từ bốn hạt cấu thành và đứng đầu là Chủ tịch Orest Sabov. Tháng sau, vào ngày 4 tháng 3, các cuộc bầu cử được tổ chức để bầu chính thức 36 đại biểu. Sau bầu cử, nghị viện mới yêu cầu chính phủ Hungary xác định biên giới của khu tự trị; do không có lãnh thổ được thiết lập, các đại biểu lập luận rằng nghị viện là vô dụng.
Vào ngày 21 tháng 3 năm 1919, Cộng hòa Dân chủ Hungary được thay thế bởi Cộng hòa Xô viết Hungary, họ tuyên bố sự tồn tại của "Rus'ka Krajina Xô viết". Các cuộc bầu cử được tổ chức vào ngày 6 và 7 tháng 4 năm 1919. Nghị viện ban đầu và Xô viết mới được bầu sau đó quyết định hợp nhất thành Hội đồng quản trị của Rus'ka Krajina.

#### Xô viết Hungary sụp đổ
Trước đó, vào tháng 7 năm 1918, những người nhập cư Rusyn tại Hoa Kỳ đã triệu tập và kêu gọi độc lập hoàn toàn; hoặc hợp nhất với Galicia và Bukovina; hoặc quyền tự trị. Họ tiếp cận chính phủ Mỹ và được thông báo rằng lựa chọn khả thi duy nhất là thống nhất với Tiệp Khắc. Lãnh đạo của họ là Gregory Zatkovich sau đó ký "Hiệp định Philadelphia" với Tổng thống Tiệp Khắc Tomáš Garrigue Masaryk, đảm bảo quyền tự trị của người Rusyn sau khi thống nhất với Tiệp Khắc vào ngày 25 tháng 10 năm 1918.
Vào tháng 4 năm 1919, Tiệp Khắc thiết lập quyền kiểm soát trên thực địa, khi quân đội Tiệp Khắc-Romania được Pháp bảo trợ tiến vào khu vực. Họ đánh bại và nghiền nát lực lượng dân quân địa phương của Cộng hòa Xô viết Hungary mới thành lập. Những người cảm tình với cộng sản cáo buộc Tiệp Khắc và Romania thực hiện những hành động tàn bạo.
Ngoại Karpat cùng một khu vực rộng lớn bị Romania chiếm đóng từ tháng 4 năm 1919 cho đến tháng 7 hoặc tháng 8 năm 1919, và sau đó lại bị nhà nước Hungary chiếm đóng.
Vào tháng 5 năm 1919, một Hội đồng Dân tộc Trung ương được triệu tập tại Hoa Kỳ dưới sự chỉ đạo của Zatkovich và bỏ phiếu nhất trí chấp nhận việc hợp nhất Ruthenia Karpat vào Tiệp Khắc. Tại Ruthenia, vào ngày 8 tháng 5 năm 1919, một đại hội được tổ chức và tuyên bố tán thành quyết định của Hội đồng Uhro-Rusin Hoa Kỳ về hợp nhất với Tiệp Khắc trên cơ sở tự trị dân tộc hoàn toàn.
Nhà văn cánh tả người Hungary Béla Illés tuyên bố rằng cuộc họp chẳng khác gì một trò hề, không có bất kỳ hình thức nào của một quy trình dân chủ, và được ra lệnh để tán thành việc sáp nhập vào Tiệp Khắc. Ông khẳng định thêm rằng Thủ tướng Pháp Clemenceau đích thân chỉ thị sáp nhập khu vực này vào Tiệp Khắc "bằng mọi giá", để tạo ra một vùng đệm ngăn cách Ukraina thuộc Liên Xô với Hungary, nằm trong chính sách chống cộng của Pháp.

### Thuộc Tiệp Khắc (1920–1938)
Điều 53 của Hiệp ước St. Germain (ngày 10 tháng 9 năm 1919) trao quyền tự trị cho người Ruthenia Karpat, quyền tự trị này về sau được duy trì ở một mức độ nhất định theo Hiến pháp Tiệp Khắc. Tuy nhiên, một số quyền đã bị Praha giữ lại, họ biện minh cho hành động của mình bằng cách tuyên bố rằng quá trình này sẽ diễn ra dần dần; và sự đại diện của người Ruthenia trong phạm vi quốc gia thấp hơn mong đợi. Ruthenia Karpat bao gồm các hạt Ung, Bereg, Ugocsa và Máramaros thuộc lãnh thổ Hungary cũ.
Sau Hội nghị Hòa bình Paris, một số quốc gia khác (bao gồm Hungary, Ukraina và Nga) đã tuyên bố chủ quyền đối với Rus' Karpat. Tuy nhiên, quân Đồng minh có ít lựa chọn thay thế cho việc chọn Tiệp Khắc. Hungary đã thua trong cuộc chiến và do đó từ bỏ yêu sách của mình; Ukraina được coi là không khả thi về mặt chính trị; và nước Nga đang ở giữa một cuộc nội chiến.
Ngoại Karpat trở thành một phần của Tiệp Khắc, nhưng điều quan trọng nhất đối với người Ruthenia không phải là họ sẽ gia nhập quốc gia nào, mà là họ được trao quyền tự trị trong đó. Sau khi phải trải qua quá trình Hungary hóa, ít người Rusyn Karpat muốn tiếp tục nằm dưới quyền cai trị của Hungary và họ muốn đảm bảo quyền tự quyết. Theo Hiến pháp Tiệp Khắc năm 1920, vùng đất cũ của Vương quốc Hungary là Đất Ruthenia (Ruszka Krajna) chính thức được đổi tên thành Ruthenia Hạ Karpat (Podkarpatská Rus).
Năm 1920, khu vực này được sử dụng làm đường dẫn vũ khí và đạn dược cho những người Ba Lan chống Liên Xô chiến đấu trong Chiến tranh Ba Lan-Xô viết ở ngay phía bắc, trong khi đó những người cộng sản địa phương phá hoại các đoàn tàu và cố gắng giúp đỡ phía Liên Xô. Trong và sau chiến tranh, nhiều người Ukraina theo chủ nghĩa dân tộc ở Đông Galicia đã chạy trốn đến Ruthenia Karpat vì họ phản đối sự cai trị của cả Ba Lan và Xô viết.
Gregory Žatkovich được Tổng thống Masaryk bổ nhiệm làm thống đốc tỉnh vào ngày 20 tháng 4 năm 1920 và từ chức gần một năm sau đó, trở lại Hoa Kỳ. Lý do từ chức của ông là không hài lòng với biên giới với Slovakia. Ông là công dân Mỹ duy nhất từng giữ chức thống đốc của một tỉnh mà sau này trở thành một phần của Liên Xô.

### Rus' Hạ Karpat (1928–1938)

Bản đồ ngôn ngữ Tiệp Khắc năm 1930
Tiếng Ukraina (Rusyn)

Năm 1928, Tiệp Khắc được chia thành bốn tỉnh là Bohemia, Moravia-Silesia, Slovakia và Rus' Hạ Karpat. Trong giai đoạn 1918–1938, chính phủ Tiệp Khắc cố gắng đưa Rus' Hạ Karpat ngang tầm với phần còn lại của Tiệp Khắc, dù có 70% dân số mù chữ, không có ngành công nghiệp và lối sống chăn nuôi gia súc. Hàng nghìn giáo viên, cảnh sát, nhân viên và doanh nhân Czech đến khu vực này. Chính phủ Tiệp Khắc xây dựng hàng nghìn km đường sắt, đường bộ, sân bay, hàng trăm trường học và tòa nhà dân cư.
Tiếng Ukraina trong khu vực không bị đàn áp tích cực tại Tiệp Khắc trong thời kỳ giữa hai thế chiến, không giống như tại Ba Lan và Romania. 73% phụ huynh địa phương bỏ phiếu chống lại việc giáo dục tiếng Ukraina cho con họ trong một cuộc trưng cầu dân ý được tiến hành tại Rus' Hạ Karpat vào năm 1937.

### Karpat-Ukraina (1938–1939)

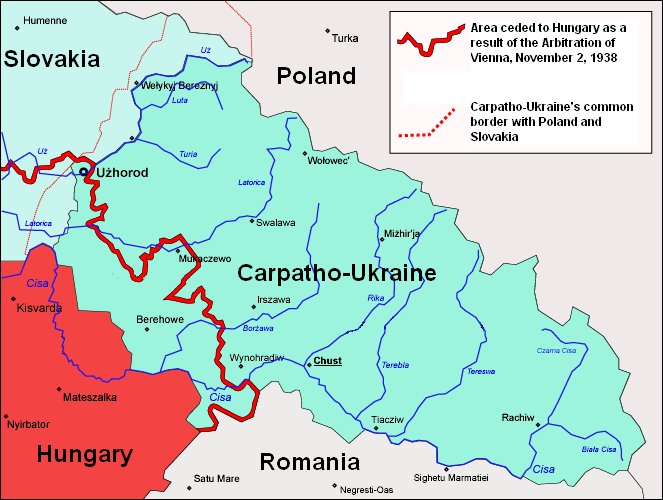
Karpat-Ukraina năm 1939

Vào tháng 11 năm 1938, theo Quyết định Wien lần thứ nhất, Tiệp Khắc nhượng miền nam Rus' Hạ Karpat cho Hungary. Phần còn lại của Rus' Hạ Karpat được trao quyền tự trị, với Andrej Bródy là thủ tướng của chính phủ tự trị. Sau khi chính phủ từ chức vì một cuộc khủng hoảng, Avhustyn Voloshyn trở thành thủ tướng của chính phủ mới. Vào tháng 12 năm 1938, Rus' Hạ Karpat được đổi tên thành Karpat-Ukraina.
Sau tuyên bố độc lập của Slovakia vào ngày 14 tháng 3 năm 1939 và việc Đức Quốc xã chiếm giữ các vùng đất của Czech vào ngày 15 tháng 3, Karpat-Ukraina tuyên bố độc lập với tên gọi Cộng hòa Karpat-Ukraina, với Avhustyn Voloshyn là người đứng đầu nhà nước, và ngay lập tức bị Hungary chiếm đóng và sáp nhập, khôi phục tạm thời các huyện cũ Ung, Bereg và một phần Máramaros.

### Tỉnh Hạ Karpat (1939–1945)

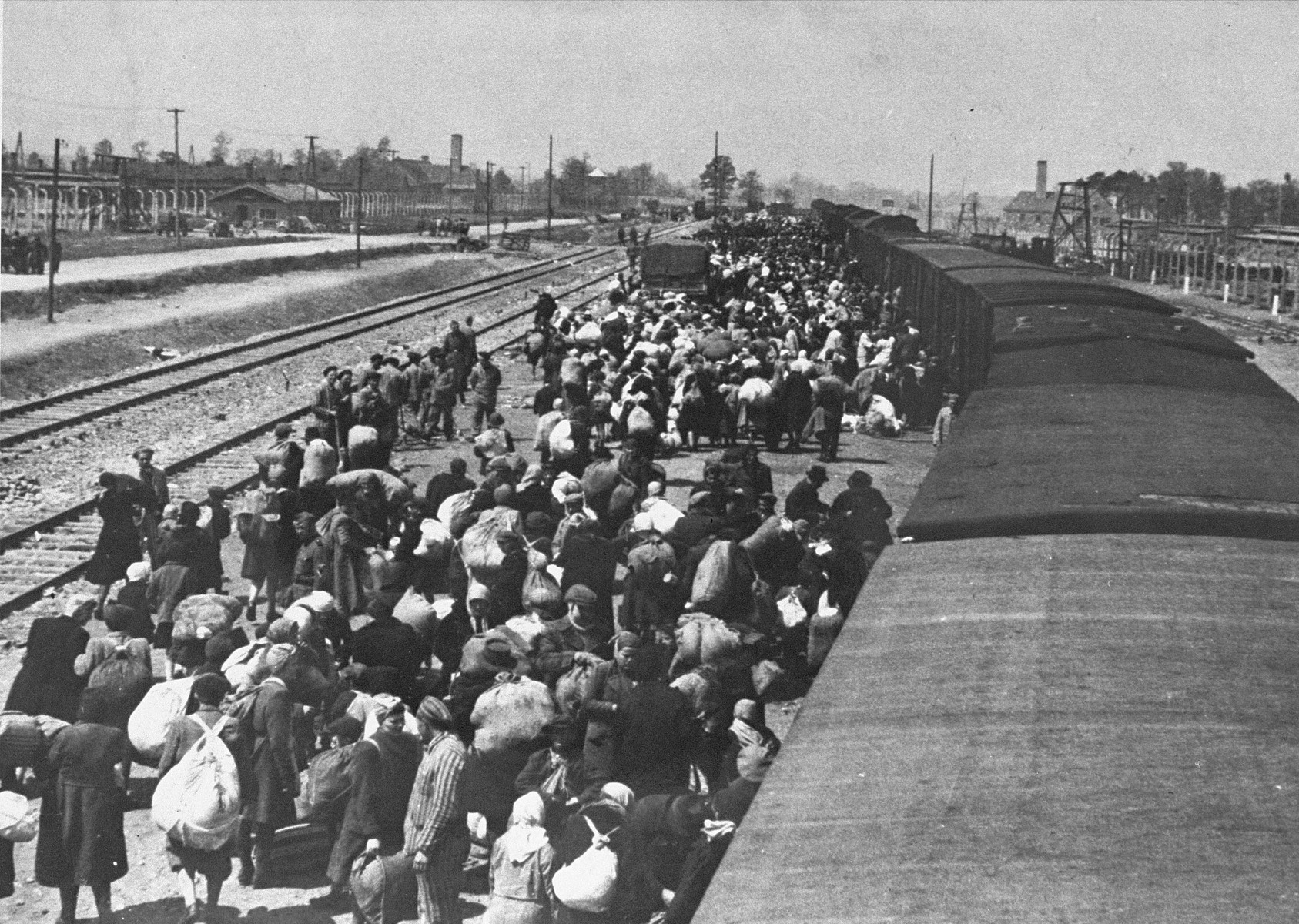
Người Do Thái Ruthenia Hạ Karpat đến Auschwitz–Birkenau, tháng 5 năm 1944.

Sau cuộc xâm lược của Hungary là một vài tuần khủng bố, trong đó hơn 27.000 người đã bị bắn chết mà không qua xét xử và điều tra. Hơn 75.000 người Ukraina trong khu vực quyết định xin tị nạn ở Liên Xô; trong số đó, gần 60.000 người đã chết trong các trại tù Gulag. Những người khác gia nhập tàn quân Tiệp Khắc.
Sau khi giải thể Karpat-Ukraina, trên lãnh thổ bị sáp nhập tỉnh Hạ Karpat được thành lập và chia thành ba văn phòng chi nhánh hành chính là Ung ( Ungi közigazgatási kirendeltség), Bereg (Beregi közigazgatási kirendeltség) và Máramaros (Máramarosi közigazgatási kirendeltség) cai quản lần lượt từ Ungvár, Munkács và Huszt, có ngôn ngữ chính thức là tiếng Hungary và tiếng Rusyn.
Năm 1939, điều tra dân số cho thấy 80.000 người Do Thái sống ở tỉnh tự trị Ruthenia. Sau khi Đức chiếm đóng Hungary (19 tháng 3 năm 1944), người Do Thái nói tiếng Hungary phải di cư và bị trục xuất. Trong Holocaust, 17 khu ghetto chính được thiết lập tại các thành phố ở Ruthenia Hạ Karpat, từ đó tất cả người Do Thái bị đưa đến Auschwitz để tiêu diệt.
Chiến tranh kết thúc đã có tác động đáng kể đến cộng đồng người Hungary trong khu vực: 10.000 người đã chạy trốn trước khi quân đội Liên Xô đến. Nhiều người đàn ông trưởng thành còn lại (25.000) bị trục xuất sang Liên Xô; khoảng 30% trong số họ đã chết trong các trại lao động của Liên Xô.

### Liên Xô tiếp quản và kiểm soát (1944-1945)

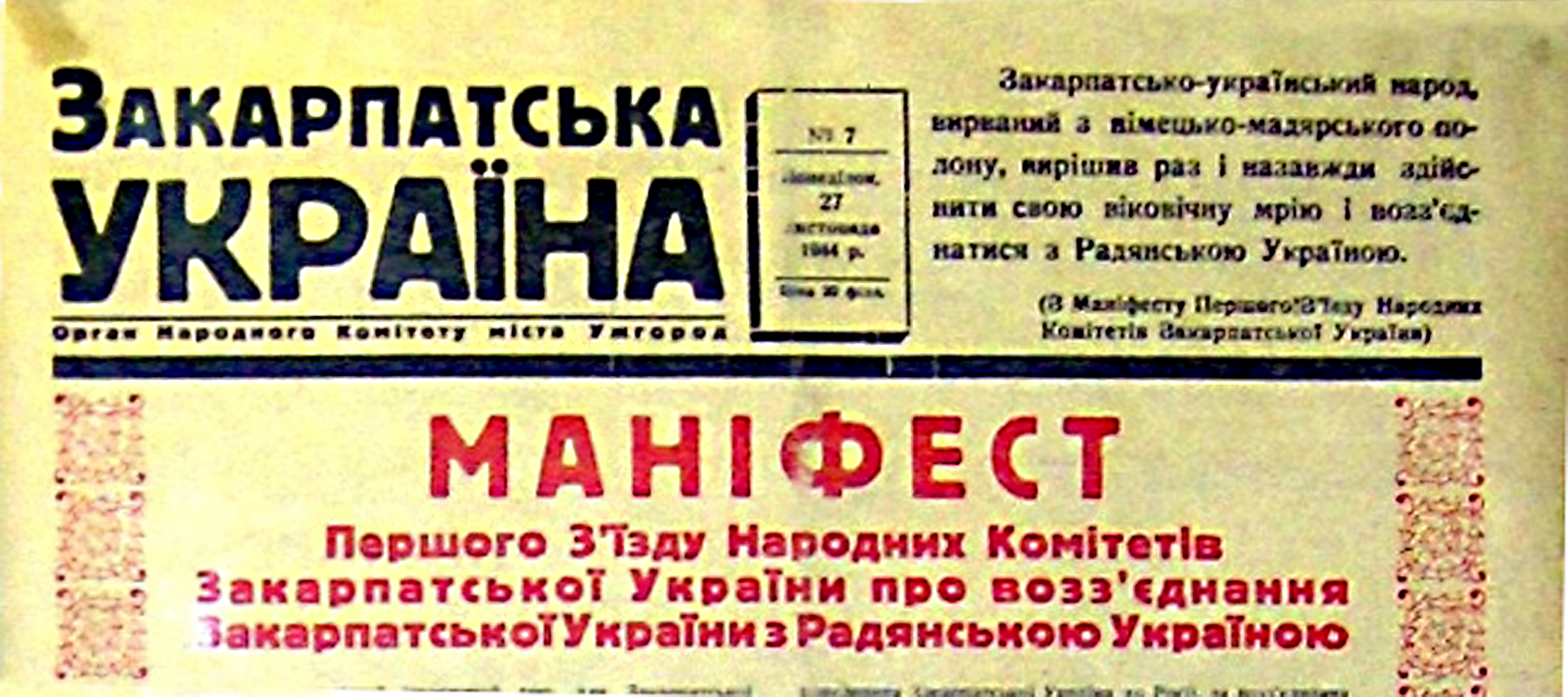
Trang đầu của báo Zakarpattia Ukraina (1944) với bản tuyên ngôn thống nhất với Ukraina Xô viết

Liên Xô bắt đầu tiếp quản khu vực này với Cuộc tấn công chiến lược Đông Karpat vào mùa thu năm 1944. Vào ngày 28 tháng 10 năm 1944, sau khi kết thúc chiến dịch tấn công, phần lớn Ruthenia Hạ Karpat do Hồng quân bảo vệ.
Phái đoàn chính phủ Tiệp Khắc do Bộ trưởng František Němec dẫn đầu đến Khust để thành lập chính quyền Tiệp Khắc lâm thời, theo hiệp ước giữa chính phủ Liên Xô và Tiệp Khắc ngày 8 tháng 5 năm 1944. Tuy nhiên, sau một vài tuần, Hồng quân và NKVD bắt đầu cản trở công việc của phái đoàn Tiệp Khắc. Thông tin liên lạc giữa Khust và trung tâm chính phủ lưu vong ở London bị cản trở và các quan chức Tiệp Khắc buộc phải sử dụng sóng phát thanh ngầm.
Ngày 19 tháng 11 năm 1944 tại hội nghị ở Mukachevo, Đảng Cộng sản Zakarpattia Ukraina được thành lập. Hội nghị cũng quyết định hợp nhất Ruthenia Karpat với Cộng hòa Xã hội chủ nghĩa Xô viết Ukraina, củng cố các ủy ban nhân dân với tư cách là cơ quan của chính quyền cách mạng, và tổ chức hỗ trợ cho Hồng quân.
"Hội đồng Dân tộc Ngoại Karpat-Ukraina" được thành lập tại Mukachevo dưới sự bảo vệ của Hồng quân. Vào ngày 26 tháng 11, người đứng đầu ủy ban là Ivan Turyanitsa tuyên bố nguyện vọng của người dân Ukraina địa phương là tách khỏi Tiệp Khắc và gia nhập Ukraina thuộc Liên Xô. Sau hai tháng xung đột và đàm phán, phái đoàn chính phủ Tiệp Khắc rời Khust vào ngày 1 tháng 2 năm 1945, để lại khu vực nằm dưới quyền kiểm soát của Liên Xô.

### Thời Liên Xô (1945-1991)

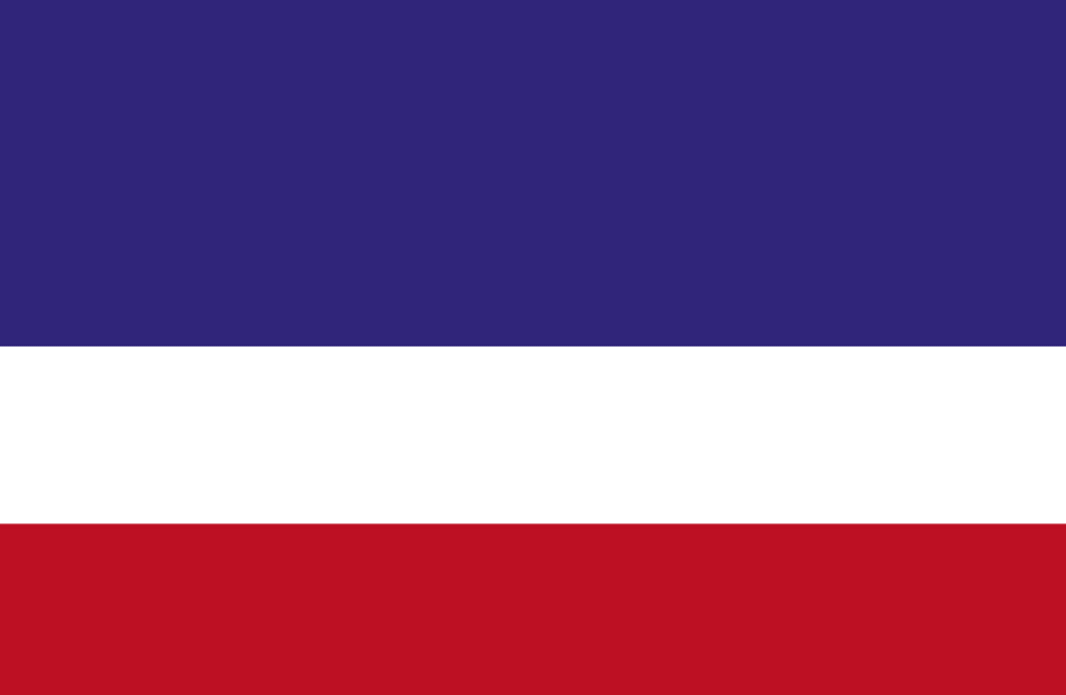
Hiệu kỳ của Hội đồng dân tộc thiểu số Ruthenia

Ngày 29 tháng 6 năm 1945, Tiệp Khắc ký hiệp ước với Liên Xô, chính thức nhượng lại khu vực này. Từ năm 1945 đến năm 1947, chính quyền mới của Liên Xô củng cố biên giới mới, và vào tháng 7 năm 1947 tuyên bố Ngoại Karpat là "khu vực cấm ở mức độ cao nhất", có các trạm kiểm soát trên các đèo nối khu vực với phần còn lại của Ukraina.
Vào tháng 12 năm 1944, Hội đồng Dân tộc Ngoại Karpat-Ukraina thành lập một tòa án tại Uzhgorod để xét xử và kết án tất cả những người cộng tác với các chế độ trước đó - cả Hungary và Karpat-Ukraina. Một số nhà lãnh đạo Ruthenia như Andrej Bródy và Shtefan Fentsyk bị kết án và hành quyết vào tháng 5 năm 1946. Avgustyn Voloshyn cũng chết trong tù. Nhiều nhà hoạt động Karpat-Ruthenia thấy rằng không thể tìm được sự hòa giải với chế độ Xô viết như với tất cả các chế độ trước đó.
Sau khi phá vỡ Giáo hội Công giáo Hy Lạp tại Đông Galicia vào năm 1946, chính quyền Liên Xô đã thúc đẩy các giáo xứ Công giáo Hy Lạp ở Ngoại Karpat quay trở lại Chính thống giáo. Vào tháng 1 năm 1949, giáo phận Công giáo Hy Lạp Mukachevo bị tuyên bố là bất hợp pháp; tài sản của nhà thờ bị quốc hữu hóa.
Các tổ chức văn hóa cũng bị cấm, bao gồm Hiệp hội Dukhnovych thân Nga và Hiệp hội học thuật Hạ Karpat thân Ukraina. Sách và ấn phẩm mới đã được lưu hành, bao gồm Zakarpatsk'a Pravda (130.000 bản). Đại học Quốc gia Uzhhorod được mở vào năm 1945 và hơn 816 rạp chiếu phim được mở đến năm 1967. Tiếng Ukraina là ngôn ngữ giảng dạy đầu tiên trong các trường học trong khu vực, tiếp theo là tiếng Nga và nó được sử dụng trong học viện. Hầu hết thế hệ mới đều có kiến thức thụ động về ngôn ngữ Rusyn, nhưng không có kiến thức về văn hóa địa phương. Trí thức Rusyn thế kỷ 19 bị coi là "thành viên của giai cấp phản động và công cụ của chủ nghĩa ngu dân Vatican". Bài quốc ca và thánh ca của Rusyn bị cấm biểu diễn trước công chúng. Các bài hát và văn hóa dân gian Karpat-Rusyn được quảng bá, và được giới thiệu như một biến thể địa phương của văn hóa Ukraina.
Năm 1924, Quốc tế Cộng sản tuyên bố tất cả cư dân Đông Slav của Tiệp Khắc (Rusyn, Karpat-Rus, Rusnak) là người Ukraina. Bắt đầu từ cuộc điều tra dân số năm 1946, tất cả người Rusyn đều được ghi là người Ukraina; bất kỳ ai bám vào cái tên cũ đều bị coi là kẻ ly khai và kẻ phản cách mạng tiềm năng.
Tháng 2 năm 1945, Hội đồng Dân tộc tịch thu 53.000 ha ruộng đất của các đại địa chủ để chia lại cho 54.000 hộ nông dân (37% dân số). Tập thể hóa ruộng đất bắt đầu từ năm 1946; khoảng 2.000 nông dân đã bị bắt trong các cuộc biểu tình vào năm 1948-1949 và bị đưa đến các trại lao động khổ sai. Tập thể hóa được hoàn thành vào tháng 5 năm 1950, bao gồm cả những người chăn cừu miền núi. Theo kế hoạch hóa tập trung, Ngoại Karpat được xác định trở thành "vùng đất của vườn cây ăn quả và vườn nho" từ năm 1955 đến năm 1965, trồng 98.000 ha nhưng có ít kết quả. Nỗ lực trồng trà và cây có múi cũng thất bại do khí hậu. Hầu hết các vườn nho bị bứng gốc hai mươi năm sau, trong Chiến dịch chống rượu của Gorbachev năm 1985–87.
Liên Xô cũng đẩy mạnh công nghiệp hóa ở Ngoại Karpat. Các nhà máy chế biến gỗ, hóa chất và thực phẩm thuộc sở hữu nhà nước được mở rộng, trong đó nhà máy thuốc lá tại Mukachevo và xưởng muối tại Solotvyno là những nhà máy lớn nhất. Do các tuyến di cư truyền thống đến Hungary hoặc Hoa Kỳ đã bị đóng cửa, người dân địa  phương lúc này có thể chuyển sang làm việc thời vụ tại Nga.
Dân số của khu vực tăng đều đặn trong thời kỳ Xô viết, từ 776.000 năm 1946 lên hơn 1,2 triệu năm 1989. Dân số thành phố Uzhgorod tăng gấp 5 lần, từ 26.000 lên 117.000 và Mukachevo tăng từ 26.600 đến 84.000. Sự gia tăng dân số này cũng phản ánh những thay đổi về nhân khẩu học. Hồng quân tiến đến cùng với sự ra đi của 5.100 người Hungary và 2.500 người Đức, trong khi 15–20.000 người Do Thái sống sót sau Holocaust cũng quyết định rời đi trước khi biên giới bị phong tỏa. Đến năm 1945, khoảng 30.000 người Hungary và Đức đã bị bắt và đưa đến các trại lao động ở Đông Ukraina và Siberia; dù được ân xá vào năm 1955 nhưng khoảng 5.000 người không quay lại. Tháng 1 năm 1946, thêm 2.000 người Đức bị trục xuất. Đổi lại, một số lượng lớn người Ukraina và người Nga chuyển đến Ngoại Karpat, làm việc trong ngành công nghiệp, quân đội hoặc chính quyền. Đến năm 1989, khoảng 170.000 người Ukraina (chủ yếu từ Galizia gần đó) và 49.000 người Nga nhập cư sống tại Ngoại Karpat, ngôn ngữ chủ đạo tại các thành phố lớn chuyển sang tiếng Nga. Họ luôn bị coi là người mới đến (novoprybuli) do không có kết nối với vùng nông thôn nói tiếng Rusyn và Hungary.

### Ukraina độc lập (1991-)
Ngày 24 tháng 8 năm 1991, Verkhovna Rada của Ukraina tuyên bố độc lập. Hội đồng của Uzhhorod đổi tên Quảng trường Lênin thành Quảng trường Nhân dân, và đến ngày 30 tháng 8 năm 1991, một tượng đài của Lenin trong thành phố đã bị dỡ bỏ. Tượng đài Lênin cũng bị dỡ bỏ tại các khu dân cư khác nhưng vấp phải phản đối trong một số trường hợp.
Chính phủ Zakarpattia quyết định đặt cược vào các hành động ly khai. Hội đồng thành phố Mukachevo yêu cầu hội đồng khu vực Zakarpattia thông qua quyết định tuyên bố khu vực này là "vùng đất tự trị Zakarpattia của Ukraina". Hội đồng huyện Mukachevo yêu cầu hội đồng khu vực kiến nghị Verkhovna Rada để "cấp cho tỉnh Zakarpattia quy chế cộng hòa tự trị". Quyết định sau đó được sự ủng hộ của hội đồng huyện Berehove, hội đồng thành phố Uzhhorod và hội đồng huyện Svalyava. Vào ngày 1 tháng 9 năm 1991 tại Mukachevo, Hiệp hội Karpat-Rusyn tổ chức một cuộc biểu tình với các khẩu hiệu chống Ukraina và cáo buộc về "cưỡng ép Ukraina hóa người Rusyn".

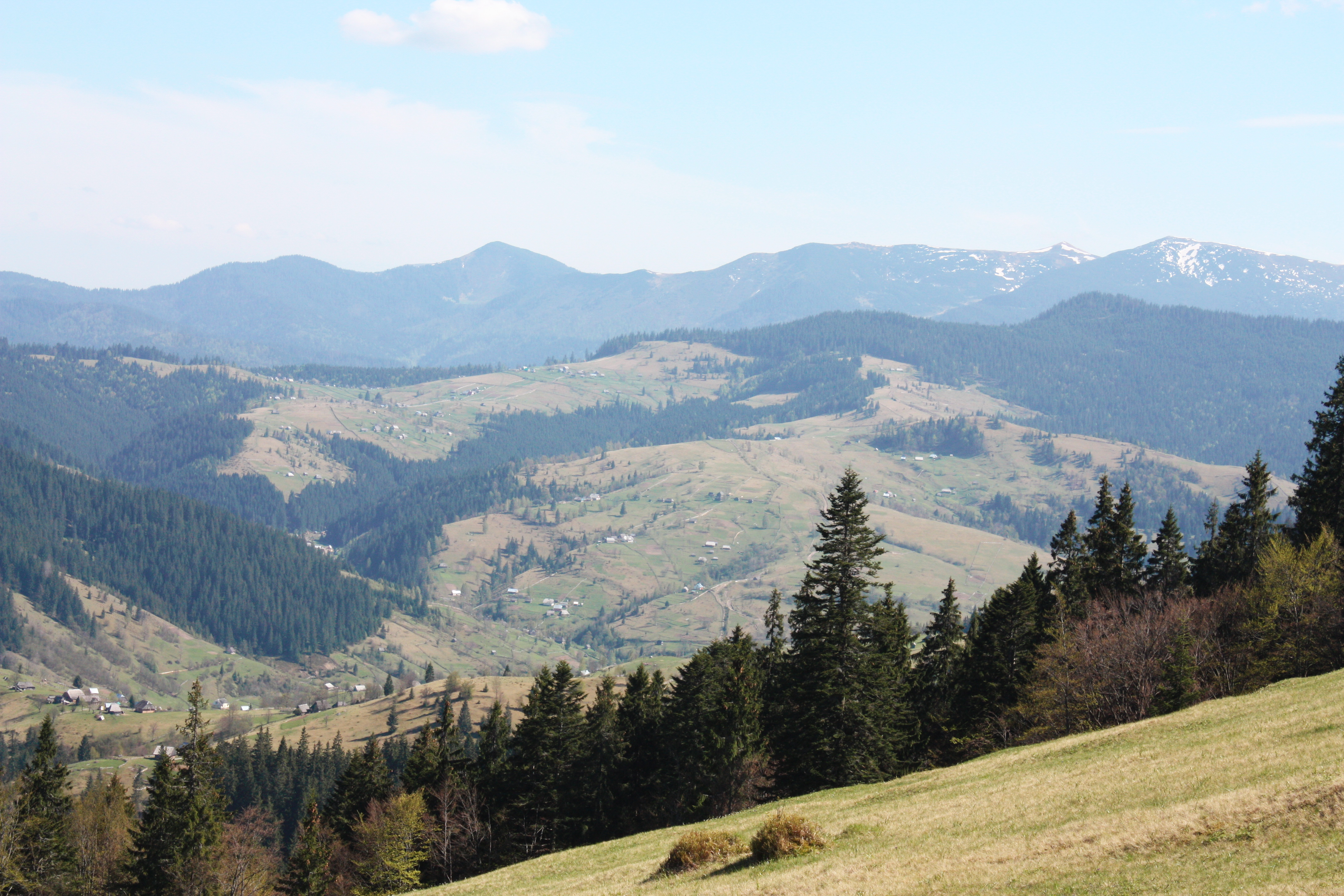
Ruthenia Karpat năm 2014

Đến cuối tháng 9 năm 1991, tại tỉnh Zakarpattia đã hình thành hai phái chính trị đối lập. Một phái thân Ukraina thống nhất xung quanh Phong trào Dân tộc Ukraina, được hỗ trợ từ sinh viên của Đại học Nhà nước Uzhhorod và giáo phận Công giáo Hy Lạp Mukachevo. Phái còn lại bao gồm những người đồng tình với các cán bộ địa phương (từng là cộng sản), được hỗ trợ từ Hiệp hội Karpat-Rusyn, giáo phận Zakarpattia của Chính thống giáo Nga và đa số đại biểu hội đồng khu vực, họ có mục đích ngăn chặn cấp tình trạng tự trị cho khu vực.
Tháng 12 năm 1991, Zakarpattia trở thành một phần của Ukraina độc lập. 92,59% cử tri của tỉnh Zakarpattia tán thành Tuyên ngôn Độc lập của Ukraina. Cùng ngày tại tỉnh Zakarpattia, một cuộc trưng cầu dân ý cấp khu vực cũng diễn ra. 78% cử tri bỏ phiếu cho quyền tự trị trong Ukraina, nhưng điều này không được cấp.

## Nhân khẩu

### Dân tộc
| Điều tra nhân khẩu | Người Ruthenia, người Ukraina và người Rusyn          | "Người Tiệp Khắc" (người Czech và người Slovak)   | Người Đức      | Người Hungary    | Người Do Thái   | Người Romania  | Khác                                                           | Tổng dân số      |
| ------------------ | ----------------------------------------------------- | ------------------------------------------------- | -------------- | ---------------- | --------------- | -------------- | -------------------------------------------------------------- | ---------------- |
| 1880               | 244.742 (59,84%)                                      | 8.611 (2,11%)                                     | 31.745 (7,76%) | 105.343 (25,76%) | /               | 16.713 (4,09%) | 1.817 (0,44%)                                                  | 408.971 (100%)   |
| 1921               | 372.884 (62,98%)                                      | 19.737 (3,33%)                                    | 10.460 (1,77%) | 102.144 (17,25%) | 80.059 (13,52%) | (cùng "khác")  | 6.760 (1,14%)                                                  | 592.044 (100%)   |
| 1930               | 450.925 (62,17%)                                      | 34.511 (4,76%)                                    | 13.804 (1,90%) | 115.805 (15,97%) | 95.008 (13,10%) | 12.777 (1,76%) | 2.527 (0,35%)                                                  | 725.357 (100%)   |
| 1959               | 686.464 (74,6%)                                       | Người Slovak 12.289 (1,3%) Người Czech 964 (0,1%) | 3.504 (0,4%)   | 146.247 (15,9%)  | 12.169 (1,3%)   | 18.346 (2%)    | Người Nga 29.599 (3,2%)                                        | 920.173 (100%)   |
| 1970               | 808.131 (76,5%)                                       | Người Slovak 9.573 (0,9%) Người Czech 721 (0,1%)  | 4.230 (0,4%)   | 151.949 (14,4%)  | 10.856 (1%)     | 23.454 (2,2%)  | Người Nga 35.189 (3,3%)                                        | 1.056.799 (100%) |
| 1979               | 898.606 (77,8%)                                       | Người Slovak 8.245 (0,7%) Người Czech 669 (0,1%)  | 3.746 (0,3%)   | 158.446 (13,7%)  | 3.848 (0,3%)    | 27.155 (2,3%)  | Người Nga 41.713 (3,6%)                                        | 1.155.759 (100%) |
| 1989               | 976.749 (78,4%)                                       | Slovaks 7.329 (0,6%)                              | 3.478 (0,3%)   | 155.711 (12,5%)  | 2.639 (0,2%)    | 29.485 (2,4%)  | Người Nga 49.456 (4,0%) Người Di-gan (1,0%)                    | 1.245.618 (100%) |
| 2001               | Người Ukraina (bao gồm người Rusyn) 1.010.100 (80,5%) | Người Slovak 5.600 (0,5%)                         | 3.500 (0,3%)   | 151.500 (12,1%)  | /               | 32.100 (2,6%)  | Người Nga 31.000 (2,5%) Người Di-gan 14.000 (1,1%) Khác (0,4%) | (100%)           |

### Tôn giáo
Tôn giáo tại tỉnh Zakarpattia (2015)
Theo một cuộc khảo sát năm 2015, 68% dân số của tỉnh Zakarpattia theo Chính thống giáo Đông phương, trong khi 19% theo Giáo hội Công giáo Hy Lạp Ruthenia và 7% theo Công giáo La Mã. Những người theo đạo Tin Lành và những người theo đạo Cơ Đốc không liên kết lần lượt chiếm 1% và 3% dân số. Chỉ một phần trăm dân số không theo tôn giáo nào.
Cộng đồng Chính thống giáo của Zakarpattia được chia như sau:
- Giáo hội Chính thống giáo Ukraina - Tòa thượng phụ Kyiv – 42%[cần dẫn nguồn]
- Giáo hội Chính thống giáo Ukraina - Tòa thượng phụ Moskva – 33%
- Phi giáo phái– 25%

### Nhận dạng người Ukraina hoặc Rusyn

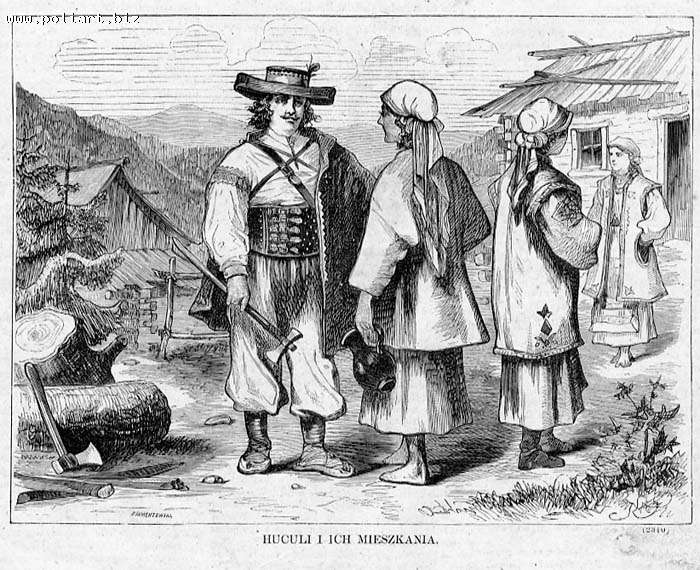
Người Hutsul và nơi ở của họ là dãy Karpat, khoảng 1872

Ruthenia Karpat chủ yếu là nơi sinh sống của những người tự xác nhận là người Ukraina, nhiều người trong số họ có thể tự gọi mình là người Rusyn, Rusnak hoặc Lemko. Những nơi có người Rusyn sinh sống cũng trải rộng khắp các vùng liền kề thuộc dãy núi Karpat, bao gồm các vùng ngày nay thuộc Ba Lan, Slovakia, Hungary và Romania. Các khu định cư của người Ruthenia cũng tồn tại ở Balkan.
Vào thế kỷ 19 và đầu của thế kỷ 20, cư dân của Ngoại Karpat tiếp tục tự gọi mình là "người Ruthenia" ("Rusyny"). Tên dân tộc học "Ukraina" đã thay thế "Ruthenia" ở miền đông Ukraina từ đầu thế kỷ, sau khi Liên Xô sáp nhập thì điều này cũng được áp dụng cho người Ruthenia/Rusyn ở Ngoại Karpat. Hầu hết cư dân ngày nay tự coi mình là người Ukraina theo sắc tộc, mặc dù trong cuộc điều tra dân số năm 2001, 10.100 người (0,8% trong tổng số 1,26 triệu người của tỉnh Zakarpattia) tự nhận mình là người Rusyn theo sắc tộc.

### Người Hungary

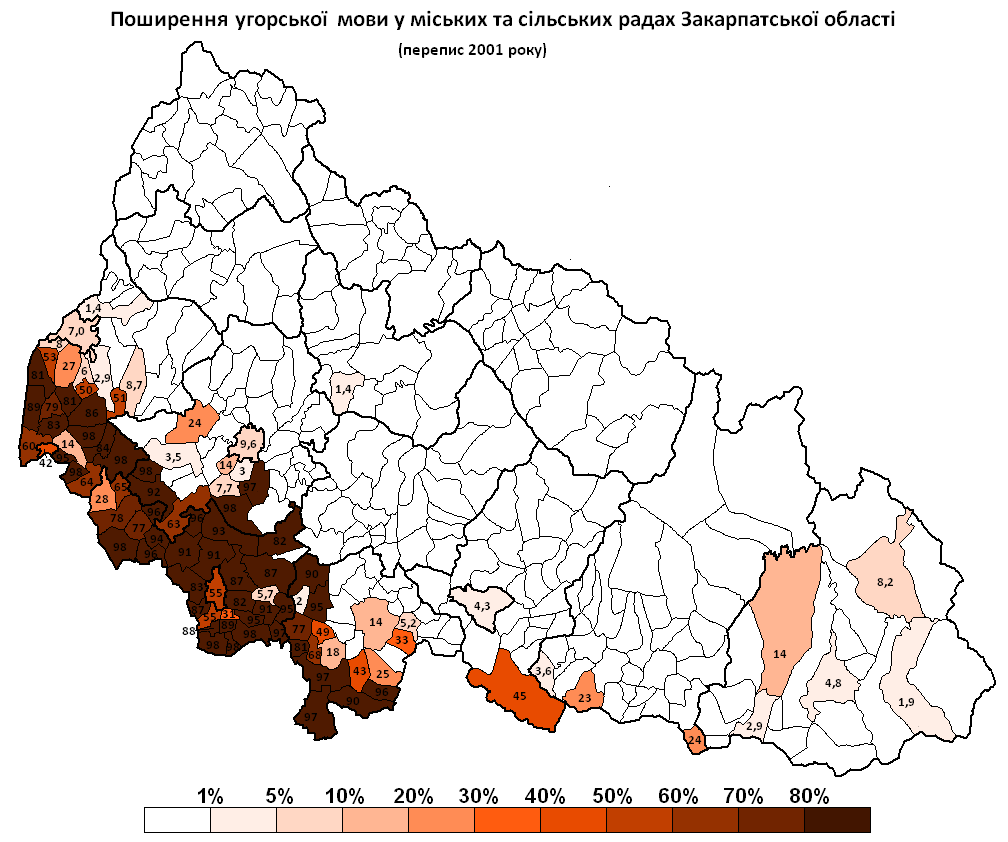
Tỷ lệ người bản ngữ tiếng Hungary trong tỉnh Zakarpattia năm 2001

Điều tra dân số Áo-Hung năm 1910 cho thấy có 185.433 người nói tiếng Hungary trong khu vực, trong khi điều tra dân số Tiệp Khắc năm 1921 cho thấy có 111.052 người dân tộc Hungary và 80.132 người dân tộc Do Thái, nhiều người Do Thái là người nói tiếng Hungary. Phần lớn sự khác biệt trong các cuộc tổng điều tra này phản ánh sự khác biệt về phương pháp và định nghĩa hơn là sự suy giảm số lượng người Hungary hoặc nói tiếng Hungary trong khu vực. Theo điều tra dân số năm 1921, người Hungary chiếm khoảng 17,9% tổng dân số của khu vực.
Chiến tranh thế giới thứ hai kết thúc đã có tác động đáng kể đến cộng đồng người Hungary trong khu vực: 10.000 người đã chạy trốn trước khi quân đội Liên Xô tiến đến. Nhiều nam giới trưởng thành còn lại (25.000) bị trục xuất sang Liên Xô; khoảng 30% trong số họ chết trong các trại lao động của Liên Xô. Do tình hình phát triển kể từ năm 1938, dân số Ngoại Karpat là người Hungary và nói tiếng Hungary được ghi nhận khác nhau trong các cuộc điều tra dân số và ước tính khác nhau từ thời điểm đó: cuộc điều tra dân số năm 1930 ghi nhận 116.548 người dân tộc Hungary, trong khi cuộc điều tra dân số Hungary gây tranh cãi năm 1941 cho thấy có tới 233.840 người nói tiếng Hungary trong khu vực. Các ước tính sau đó cho thấy có 66.000 người dân tộc Hungary vào năm 1946 và 139.700 vào năm 1950, trong khi điều tra dân số của Liên Xô năm 1959 ghi nhận 146.247 người Hungary.
Tính đến năm 2004, khoảng 170.000 (12–13%) cư dân của Ngoại Karpat tuyên bố tiếng Hungary là tiếng mẹ đẻ của họ. Người Hungary tại Hungary gọi người Hungary ở Ukraina là kárpátaljaiak.

### Dân tộc khác

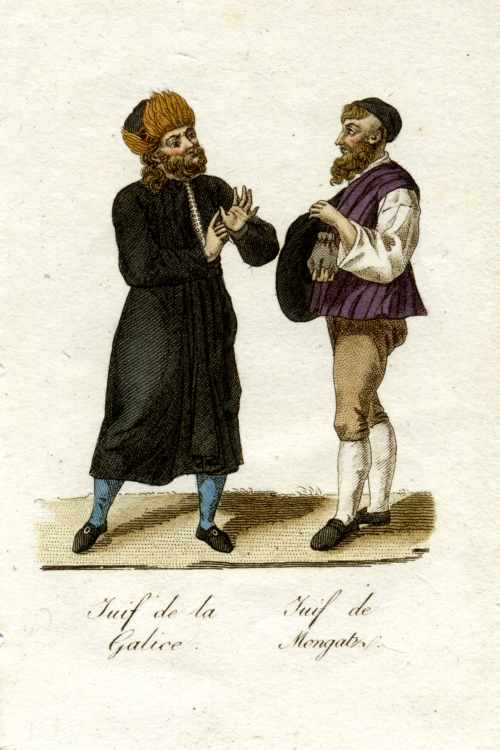
Người Do Thái từ Galicia (trái) và Mukachevo (phải), 1821

Các hồi ký và nghiên cứu lịch sử cung cấp nhiều bằng chứng cho thấy vào thế kỷ 19 và đầu thế kỷ 20, quan hệ Rusyn-Do Thái nhìn chung là hòa bình. Năm 1939, hồ sơ điều tra dân số cho thấy 80.000 người Do Thái sống ở tỉnh tự trị Ruthenia. Người Do Thái chiếm khoảng 14% dân số trước chiến tranh; tuy nhiên, họ tập trung ở các đô thị lớn, đặc biệt là Mukachevo, nơi họ chiếm 43% dân số trước chiến tranh. Hầu hết trong số họ đã chết trong Holocaust.
Người Đức Karpat có nguồn gốc chủ yếu là người Đức từ Bohemia, Moravia và các vùng lãnh thổ từ miền trung và miền đông nước Đức ngày nay, họ đến định cư từ thế kỷ 16 đến thế kỷ 18. Người Czech ở Ruthenia Karpat khác biệt về mặt văn hóa dân tộc với các nhóm Tây Slav khác như người Slovak, vì họ có nguồn gốc từ các nhóm nói tiếng Czech từ Bohemia và Moravia thay vì từ Slovakia.
Có khoảng 25.000 người dân tộc Di-gan ở Ngoại Karpat ngày nay. Một số ước tính chỉ ra con số lên tới 50.000 nhưng rất khó để có được con số thực vì nhiều người Di-gan không đủ khả năng có được giấy tờ tùy thân cho bản thân và con họ. Ngoài ra, nhiều người Di-gan sẽ tự nhận là người Hungary hoặc Romania khi được chính quyền Ukraina hỏi. Cho đến nay, họ là nhóm dân tộc nghèo nhất và ít đại diện nhất trong khu vực và phải đối mặt với định kiến gay gắt.

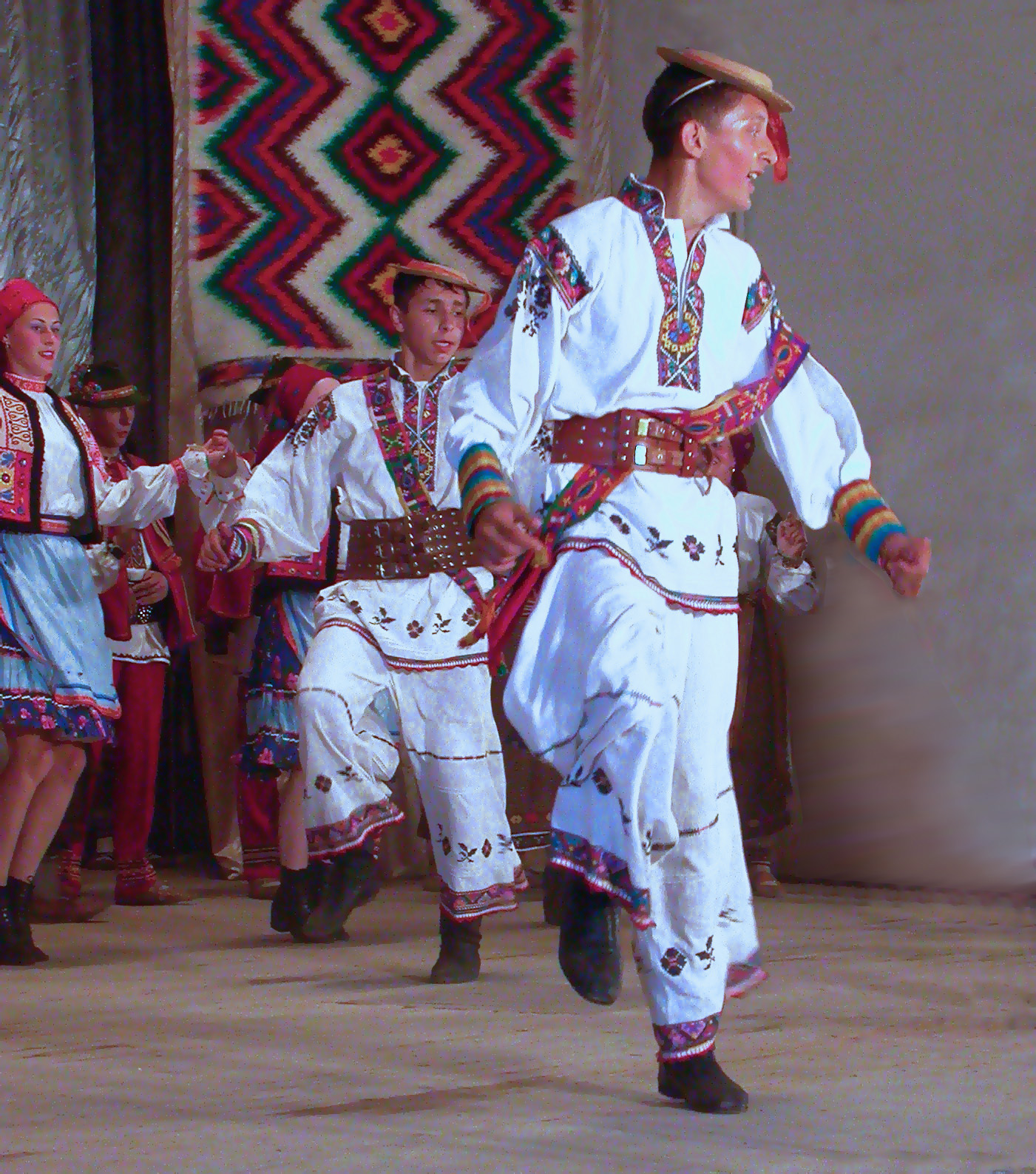
Trang phục dân gian truyền thống cách điệu của người Romania tại Zakarpattia

Ngày nay, khoảng 30.000 người Romania sống tại khu vực này, chủ yếu ở Bắc Maramureș, xung quanh các thị trấn phía nam là Rahău/Rakhiv và Teceu Mare/Tiachiv và gần biên giới với Romania. Tuy nhiên, cũng có những người Romania tại Ruthenia Karpat sống bên ngoài Maramureș, chủ yếu ở làng Poroshkovo. Họ thường được gọi là volohi trong tiếng Romania và sống gần Ba Lan và Slovakia hơn Romania.

## Quan điểm phương Tây
Đối với độc giả thành thị châu Âu vào thế kỷ 19, Ruthenia là một trong những nguồn gốc của "Ruritania" hư cấu thế kỷ 19, một tỉnh nhỏ nông thôn nhất, mộc mạc nhất và sâu xa nhất bị lạc trong rừng núi. Đôi khi được tưởng tượng như là một vương quốc ở trung tâm châu Âu, Ruritania là bối cảnh của một số tiểu thuyết của Anthony Hope, đặc biệt là The Prisoner of Zenda (1894).
Một nhà văn tên là Vesna Goldsworthy, trong Inventing Ruritania: the imperialism of the imagination (1998) đã đưa ra giả thuyết về nguồn gốc của những ý tưởng làm nền tảng cho nhận thức của phương Tây về "Phương Đông hoang dã" của Châu Âu, đặc biệt là của người Ruthenia và những người Slav nông thôn khác tại Thượng Balkan. Những ý tưởng được nhà văn này cho là có tính thích hợp cao đối với Ngoại Karpat, ông đã mô tả "một quá trình vô tội: một cường quốc văn hóa nắm bắt và khai thác tài nguyên của một khu vực, đồng thời áp đặt những ranh giới mới trên bản đồ tư duy của nó và tạo ra những ý tưởng, phản ánh lại, có khả năng định hình lại thực tế.” Quan điểm này không nhận được nhiều sự ủng hộ về mặt học thuật.